# Lind (Kolonia)
Lind, Köln-Lind – dzielnica miasta Kolonia w Niemczech, w okręgu administracyjnym Porz, w kraju związkowym Nadrenia Północna-Westfalia, na prawym brzegu Renu.